# Plaza de Armas de Puerto Montt
La plaza de Armas de Puerto Montt —oficialmente bautizada como plaza de Armas Capitán de Fragata Buenaventura Martínez— es la plaza principal y centro neurálgico de la ciudad de Puerto Montt, capital de la Región de Los Lagos. Se encuentra a solo una cuadra del seno de Reloncaví y es el punto de inicio de la Carretera Austral en su parte más septentrional.

## Descripción
Tiene forma de manzana cuadrangular y cuenta con áreas verdes distribuidas en espacios con diferentes formas, disimiles entre sí. Además tiene construida una glorieta de tipo odeón de pequeñas dimensiones, destinada para espectáculos musicales. Asimismo, alberga un busto de Buenaventura Martínez Díaz, marino chileno reconocido como uno de los cofundadores de la ciudad junto con Vicente Pérez Rosales— y quien estuvo a cargo de traer a los primeros colonos alemanes a mediados del siglo XIX para poblar y ejecutar el desarrollo urbano de la zona.
En diciembre, durante la época de Navidad, la plaza es iluminada con más de dos mil luces de tipo led y ornamentada con distintos elementos de la decoración navideña, incluyendo el árbol de Navidad y un pesebre hecho con figuras de tamaño natural talladas en madera.

## Entorno
En el entorno inmediato a la plaza, destaca la Gobernación Provincial de Llanquihue por calle San Martín; por calle Urmeneta se ubican la Catedral de Puerto Montt el principal templo de la arquidiócesis homónima y edificios comerciales; por calle O'Higgins se encuentra la Corte de Apelaciones de Puerto Montt; y por calle Antonio Varas se ubica la plaza del Monumento de la Colonización Alemana de Llanquihue, junto a la Pileta Ornamental de Aguas Danzantes, esta última inaugurada el 19 de junio de 2019.